# タジク・ソビエト社会主義共和国

タジク・社会主義ソビエト共和国（1929年-1936年）
タジク・ソビエト社会主義共和国（1936年-1991年）
タジキスタン共和国
（1991年）
Ҷумҳурии Сотсиалистии Шӯравии Тоҷикистон（タジク語）
Таджикская Социалистическая Советская Республика（ロシア語）
（1929 ‐ 1936）
Ҷумҳурии Шӯравии Сотсиалистии Тоҷикистон（タジク語）
Таджикская Советская Социалистическая Республика（ロシア語）
（1936 ‐ 1991）
Ҷумҳурии Тоҷикистон（タジク語）
Республика Таджикистан（ロシア語）
（1991）

国の標語: Пролетарҳои ҳамаи мамлакатҳо, як шавед! 
（タジク語）
万国の労働者よ、団結せよ！国歌: Гимни Республикаи Советии Сотсиалистии Тоҷикистон （タジク語）
タジク・ソビエト社会主義共和国国歌

ソ連内でのタジク・ソビエト社会主義共和国の位置

タジキ・ソビエト社会主義共和国ではないため注意

タジク・ソビエト社会主義共和国（タジク・ソビエトしゃかいしゅぎきょうわこく、タジク語: Республикаи Советии Социалистии Тоҷикистон、ロシア語: Таджикская Советская Социалистическая Республика）、略称でタジク共和国（タジクきょうわこく）は、ソビエト連邦構成共和国の1つである。1991年9月9日、タジキスタン共和国として独立を宣言した。

## 建国
1917年末から1918年3月25日にかけて、タジキスタン北部にソビエト権力が樹立された。1918年末までにソビエト権力はタジキスタン全土に拡がった。1918年から1923年、赤軍は白衛軍とバスマチを撃破した。民族別国家分画の政策の下で1924年10月14日、ウズベク・ソビエト社会主義共和国の構成下にタジク自治ソビエト社会主義共和国が設立された。1929年12月5日、ソ連の構成下においてタジク・ソビエト社会主義共和国に昇格した。

## タジキスタン共産党
タジク・ソビエト社会主義共和国共産党はタジク・ソビエト社会主義共和国の支配政党で、本部はドゥジャンベにあった。1929年のタジク・ソビエトの設立から1991年のタジキスタン独立までに至るまで党としての権力を維持していた。
タジキスタン共産党初期の党員は南部人、カラテギン（沿パミール地区）、パミール及びクリャーブの一部の代表者から形成された。
1937年、最初にタジク革命政府を樹立した南部人は完全に粛清された。第二次世界大戦後、ホジェンド出身者に権力が移った。
ホジェンド（旧レニナバード）出身者は1980年代に至るまで権力を維持した。
1991年の独立に伴いタジク・ソビエト社会主義共和国共産党は、タジキスタン共産党に名前を変更した。

## 消滅
1990年11月29日、大統領職が初めて設置され、11月30日、カハル・マフカモフがタジク・ソビエト社会主義共和国大統領に選出された。 
1991年8月、野党は大統領の退任、共産党の解散、1990年に採択されたイスラム復興党禁止法の再検討等の要求を出した。1991年8月31日、タジク・ソビエト議会は国名をタジキスタン共和国に改名した。そして同日最高会議特別会議においてソ連のクーデターと関連して共和国の政治状況及び指導部の立場に関する問題が審議された。最高会議の代議員達は、野党と連帯してマフカモフ大統領の不信任を表明し、彼は退任した。
1991年9月9日、タジキスタン共和国の独立が宣言され、ソ連から離脱して独立国となった。9月10日、タジキスタン共和国大統領選挙法が採択され、11月24日、ラフモン・ナビエフが選出された。しかしこの後も政情は安定せず、1992年から1997年までのタジキスタン内戦に突入する。